# Danemark aux Jeux olympiques d'été de 1996
Le Danemark participe aux Jeux olympiques d'été de 1996 à Atlanta. Il s'agit de sa 22e participation à des Jeux d'été. 119 athlètes danois, 54 hommes et 65 femmes, ont participé à 66 compétitions dans 14 sports. Ils y ont obtenu six médailles : quatre d'or, une d'argent et une de bronze.

## Médailles
| Médaille | Discipline | Épreuve                   | Athlète |
| -------- | ---------- | ------------------------- | --- |
| Or       | Badminton  | Simple hommes             | Poul-Erik Høyer Larsen |
| Or       | Handball   | Tournoi féminin           | Anja Andersen, Camilla Andersen, Kristine Andersen, Heidi Astrup, Tina Bøttzau, Marianne Florman, Conny Hamann, Anja Hansen, Anette Hoffmann, Tonje Kjærgaard, Janne Kolling, Susanne Munk Lauritsen, Gitte Madsen, Lene Rantala, Gitte Sunesen, Anne Dorthe Tanderup |
| Or       | Voile      | 6 mètres                  | Vilhelm Vett, Nils Otto Møller, Aage Høy-Petersen, Peter Schlütter, Sven Linck |
| Or       | Voile      | Europe                    | Kristine Roug |
| Argent   | Cyclisme   | Course en ligne masculine | Rolf Sørensen |
| Bronze   | Aviron     | Skiff                     | Trine Hansen |